# Auris
Pour les articles homonymes, voir Auris (homonymie).
Ne doit pas être confondu avec Auris-en-Oisans.
Auris [oʁis] est une commune française située dans le département de l'Isère en région Auvergne-Rhône-Alpes. Elle se trouve dans l'Oisans, au cœur des Alpes françaises. Elle comporte une station de sports d'hiver, Auris-en-Oisans, intégrée au domaine skiable de l'Alpe d'Huez. 

## Géographie

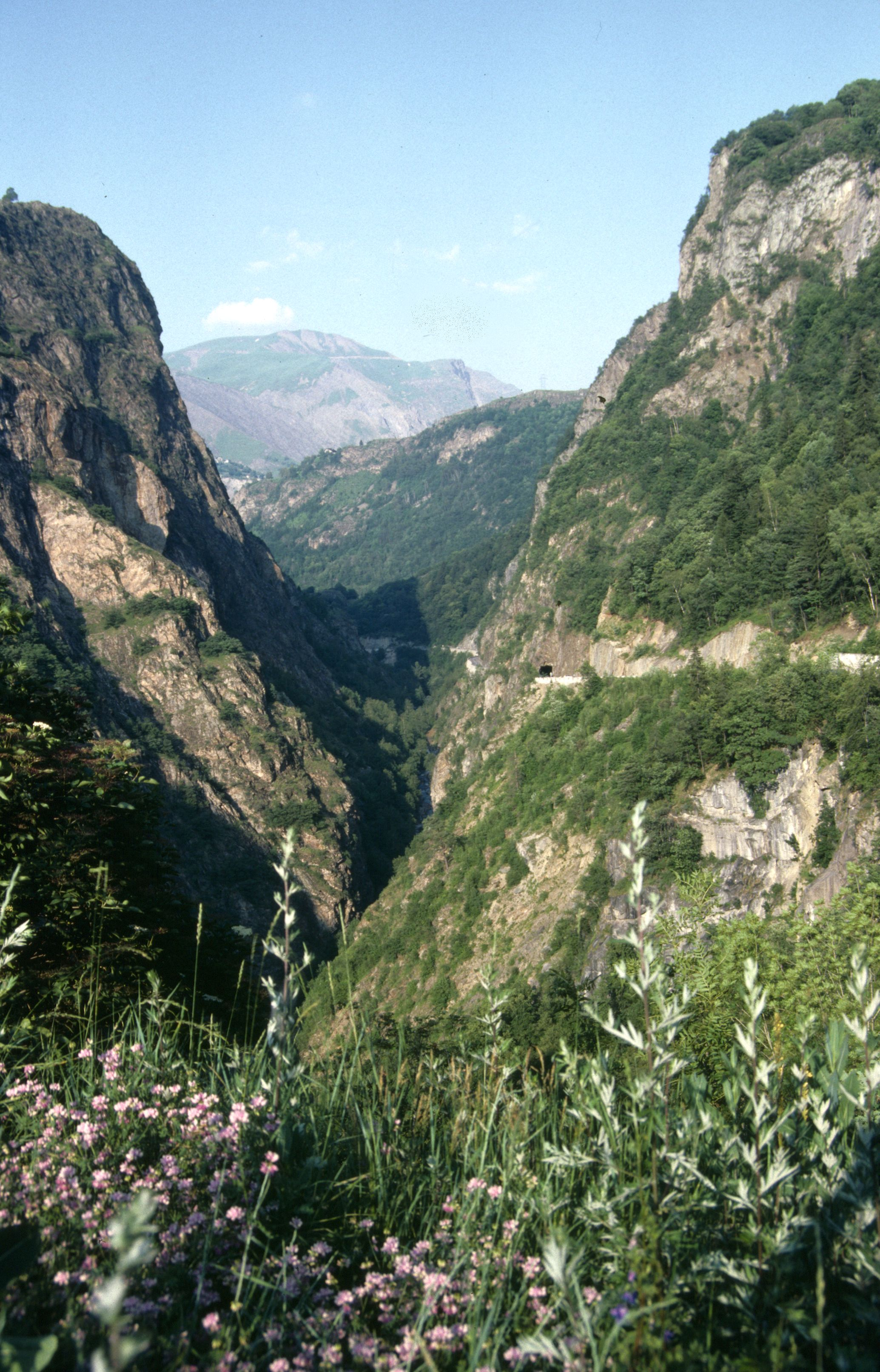
Les gorges de l'Infernet.

### Localisation
Auris se trouve dans la région de l'Oisans, sur le versant sud de la montagne de l'Homme. Établie sur les hauteurs surplombant la vallée de la Romanche, elle domine notamment les gorges de l'Infernet.

### Lieux-dits et écarts
La commune est composée de plusieurs hameaux et lieux-dits — Les Chatains, La Ville, La Balme, Les Certs , Les Cours, Le Mailloz, Le Prénard, Cluy et Auris-en-Oisans — sans bourg central, la mairie, l'école, l'église et le cimetière étant implantés au milieu du territoire communal, le long de la route départementale 211a, à l'écart de tout hameau,.
La station de sports d'hiver d'Auris-en-Oisans est un lieu fréquenté hiver et été.

### Climat
Pour des articles plus généraux, voir Climat d'Auvergne-Rhône-Alpes et Climat de l'Isère.
En 2010, le climat de la commune est de type climat de montagne, selon une étude du Centre national de la recherche scientifique s'appuyant sur une série de données couvrant la période 1971-2000. En 2020, Météo-France publie une typologie des climats de la France métropolitaine dans laquelle la commune est exposée à un climat de montagne ou de marges de montagne et est dans une zone de transition entre les régions climatiques « Alpes du nord » et « Alpes du sud ».
Pour la période 1971-2000, la température annuelle moyenne est de 8,2 °C, avec une amplitude thermique annuelle de 17 °C. Le cumul annuel moyen de précipitations est de 1 176 mm, avec 9 jours de précipitations en janvier et 7,8 jours en juillet. Pour la période 1991-2020, la température moyenne annuelle observée sur la station météorologique de Météo-France la plus proche, « Alpe-d'Huez », sur la commune de Huez à 5 km à vol d'oiseau, est de 5,1 °C et le cumul annuel moyen de précipitations est de 994,8 mm,. Pour l'avenir, les paramètres climatiques de la commune estimés pour 2050 selon différents scénarios d'émission de gaz à effet de serre sont consultables sur un site dédié publié par Météo-France en novembre 2022.

## Urbanisme

### Typologie
Au 1er janvier 2024, Auris est catégorisée commune rurale à habitat dispersé, selon la nouvelle grille communale de densité à sept niveaux définie par l'Insee en 2022.
Elle est située hors unité urbaine et hors attraction des villes,.

### Occupation des sols
L'occupation des sols de la commune, telle qu'elle ressort de la base de données européenne d’occupation biophysique des sols Corine Land Cover (CLC), est marquée par l'importance des forêts et milieux semi-naturels (79,3 % en 2018), en augmentation par rapport à 1990 (74,8 %). La répartition détaillée en 2018 est la suivante : 
milieux à végétation arbustive et/ou herbacée (46,3 %), zones agricoles hétérogènes (19,1 %), espaces ouverts, sans ou avec peu de végétation (17,2 %), forêts (15,8 %), eaux continentales (1,6 %). L'évolution de l’occupation des sols de la commune et de ses infrastructures peut être observée sur les différentes représentations cartographiques du territoire : la carte de Cassini (XVIIIe siècle), la carte d'état-major (1820-1866) et les cartes ou photos aériennes de l'IGN pour la période actuelle (1950 à aujourd'hui).

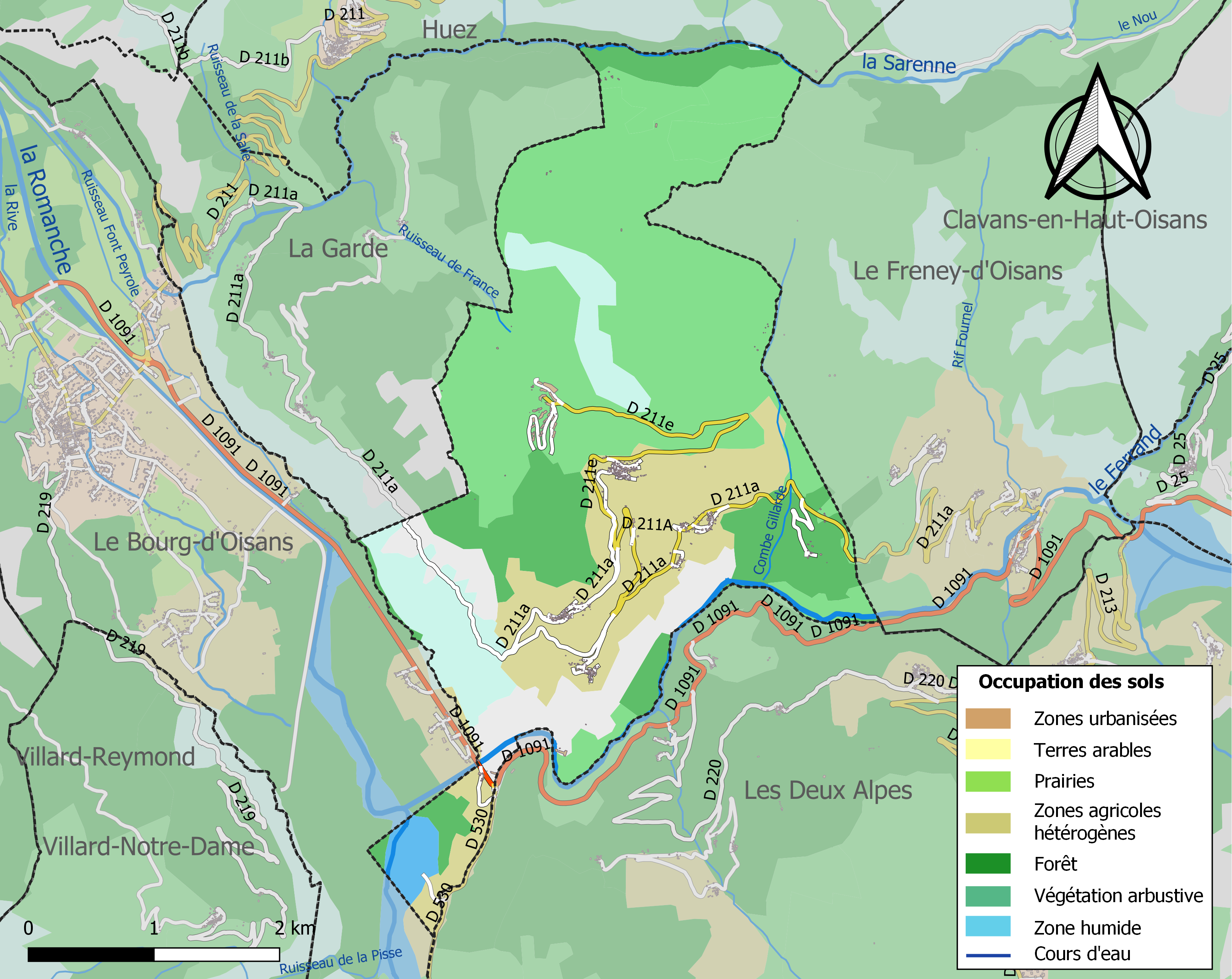
Carte des infrastructures et de l'occupation des sols de la commune en 2018 (CLC).

## Toponymie
Formée sur le latin aura (vent).
Entre 1600 et la Révolution française, l'orthographe utilisée pour le nom de la commune est Oris, Orrys ou Aurys.
Cette commune est parfois appelée informellement Auris-en-Oisans.

## Histoire

### Moyen Âge et Renaissance
L'Oisans fait partie du Dauphiné de Viennois dès le XIe siècle.
La paroisse Saint Julien d'Auris (« ecclésiam sancti Iulani d'Abriis sita ») est mentionnée dès 1076 dans Le cartulaire de la Prévôté d'Oulx. Elle fait partie d'un don fait par Pons, évêque de Grenoble, à cette prévôté, et comprenant cette paroisse ainsi que Saint Arey du Freney et Sainte Marie de Lans (Mont-de-Lans). Elle dépendait auparavant de l'abbaye Saint-Chaffre en Auvergne.
La partie la plus ancienne de l'église paroissiale date de la fin du XIIe siècle. Le clocher-tour date, lui, des années 1210-1220. L'église est agrandie au XVe siècle, puis modifiée et agrandie en 1720, et encore modifiée en 1890. Le XVIIIe siècle voit également la rénovation et la construction de plusieurs chapelles sur le territoire d'Auris.
L'administration de la communauté est faite durant plusieurs siècles par des consuls, élus annuellement par les habitants qui payaient un impôt suffisant. Par ailleurs, les prêtres étaient des figures importantes de la communauté. De plus, entre le XVIe et le XIXe siècle, Auris à presque constamment eu un notaire royal.
De par la localisation des villages, leur accès a longtemps été difficile, réduit au « chemin de la cheminée », un sentier comptant trente-deux lacets et s'élevant entre 750 m et 1 239 m d'altitude. Cependant, cela les mettait aussi à l'abri des attaques et des troupes militaires de passage.
De nombreux marchands issus de la communauté se sont installés dans d'autres contrées (centre de la France et Bourgogne, notamment), gardant toujours des liens avec leur terre et leur famille d'origine.

### La Révolution française
La Révolution française (1789) marque une période d'agitation dans la communauté des habitants d'Auris et son administration. De plus, son curé, Augustin Vieux, est l'un des cinq « prêtres réfractaires » (ecclésiastiques hostiles à la Constitution civile du clergé) de l'Oisans.

### XIXesiècle
Ce siècle voit la population de la communauté croître au point d'atteindre un sommet en 1851 avec 780 habitants. Le nombre de colporteurs (proposant souvent de la mercerie, de la draperie, ou ferblantiers, ou lunetiers) augmente également ; ceux-ci partent souvent pour l'hiver, alors que la commune est ensevelie sous la neige, et reviennent au printemps pour les travaux des champs. Ils vont jusqu'en Bourgogne, Auvergne, Limousin. Certains partent même s'installer en Amérique (Saint-Domingue, Mexique) et font fortune pour une partie d'entre eux.
La population décroît à partir de la seconde moitié du siècle, liée à l'exode rural et à l'industrialisation de la basse Romanche.
L'école-mairie est construite entre 1879 et 1882.

### XXesiècle

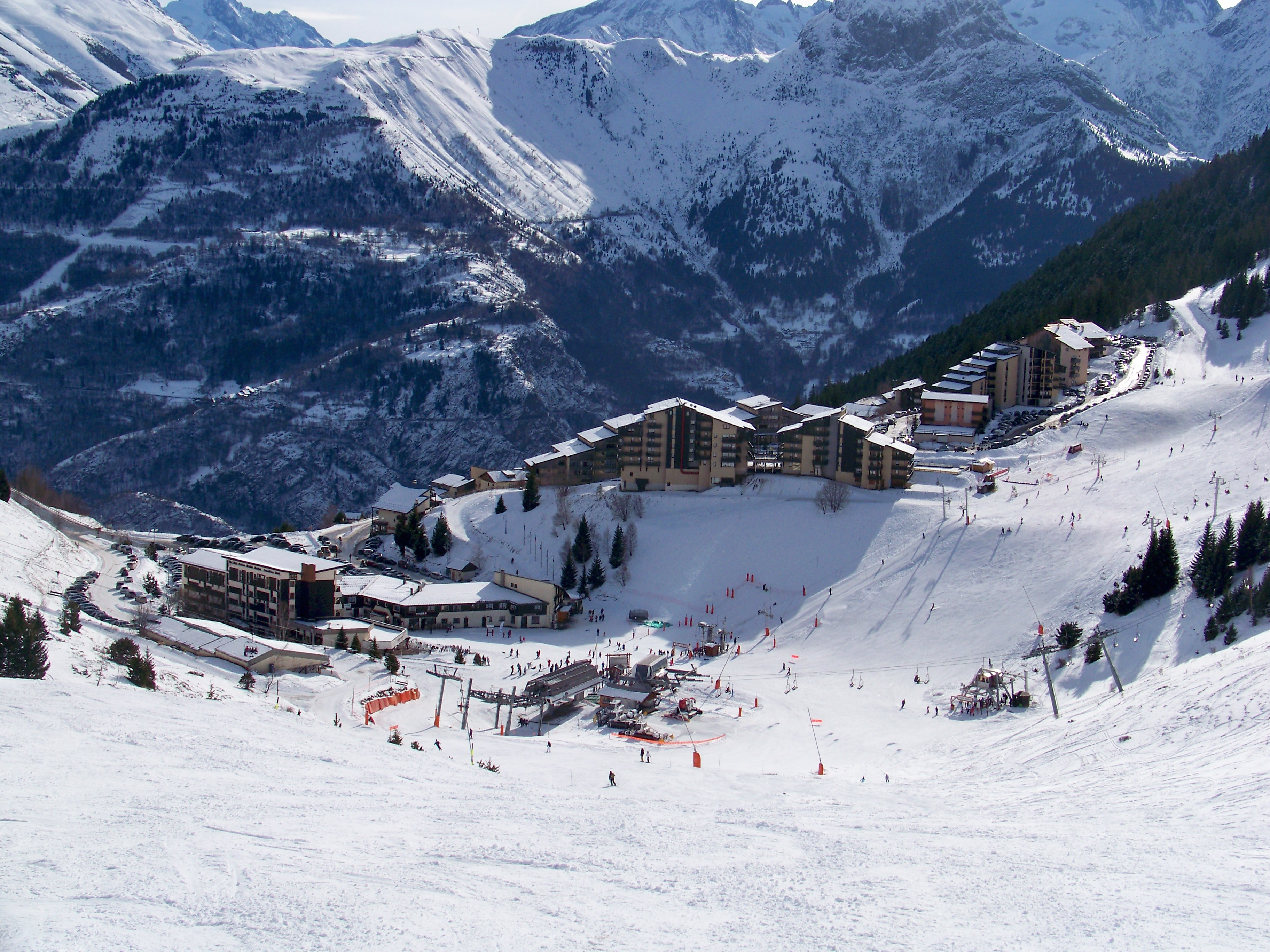
La station d'Auris-en-Oisans vue depuis la piste des Gentiannes.

L'accès à la commune est facilité dès le début du XXe siècle (1897 et 1902) avec la construction de la route carrossable de la Roche, entre l'Armentier le Haut et Auris.
La population de la commune perd 34 jeunes hommes durant la Première Guerre mondiale.
Entre 1927 et 1935, le barrage du Chambon est réalisé sur les communes voisines de Mizoën et du Mont-de-Lans, en amont du Freney-d'Oisans. La commune d'Auris exécute alors des travaux d'équipement très modernes pour l'époque : adduction d'eau, égouts, électrification, dans tous les villages.
Cependant, durant tout ce siècle, la population de la commune ne cessa de décroître.
Un nouvel accès routier par le Freney-d'Oisans voit le jour dans les années 1960, en même temps que naît la station des Orgières, qui marque l'avènement du tourisme à Auris.

## Politique et administration

### Liste des maires
| Période                                  | Période               | Identité          | Étiquette | Qualité  |
| ---------------------------------------- | --------------------- | ----------------- | --------- | -------- |
| 2001                                     | 2007                  | Lucien Ponce      |           |          |
| 2007                                     | août 2014 (démission) | Jean-Luc Pellorce | UMP       |          |
| 2014                                     | En cours              | Yves Moiroux      |           | Retraité |
| Les données manquantes sont à compléter. |                       |                   |           |          |

## Population et société

### Démographie
L'évolution du nombre d'habitants est connue à travers les recensements de la population effectués dans la commune depuis 1793. Pour les communes de moins de 10 000 habitants, une enquête de recensement portant sur toute la population est réalisée tous les cinq ans, les populations de référence des années intermédiaires étant quant à elles estimées par interpolation ou extrapolation. Pour la commune, le premier recensement exhaustif entrant dans le cadre du nouveau dispositif a été réalisé en 2008.

En 2022, la commune comptait 187 habitants, en évolution de −4,59 % par rapport à 2016 (Isère : +3,07 %, France hors Mayotte : +2,11 %).
| 1793 | 1800 | 1806 | 1821 | 1831 | 1836 | 1841 | 1846 | 1851 |
| ---- | ---- | ---- | ---- | ---- | ---- | ---- | ---- | ---- |
| 412  | 582  | 698  | 728  | 740  | 755  | 730  | 755  | 780  |

| 1856 | 1861 | 1866 | 1872 | 1876 | 1881 | 1886 | 1891 | 1896 |
| ---- | ---- | ---- | ---- | ---- | ---- | ---- | ---- | ---- |
| 738  | 712  | 719  | 699  | 709  | 719  | 697  | 651  | 584  |

| 1901 | 1906 | 1911 | 1921 | 1926 | 1931 | 1936 | 1946 | 1954 |
| ---- | ---- | ---- | ---- | ---- | ---- | ---- | ---- | ---- |
| 571  | 538  | 483  | 402  | 331  | 291  | 269  | 253  | 228  |

| 1962 | 1968 | 1975 | 1982 | 1990 | 1999 | 2006 | 2008 | 2013 |
| ---- | ---- | ---- | ---- | ---- | ---- | ---- | ---- | ---- |
| 173  | 144  | 129  | 229  | 206  | 215  | 206  | 203  | 198  |

| 2018 | 2022 | - | - | - | - | - | - | - |
| ---- | ---- | - | - | - | - | - | - | - |
| 185  | 187  | - | - | - | - | - | - | - |

### Enseignement
La commune est rattachée à l'académie de Grenoble.

### Équipement sportif

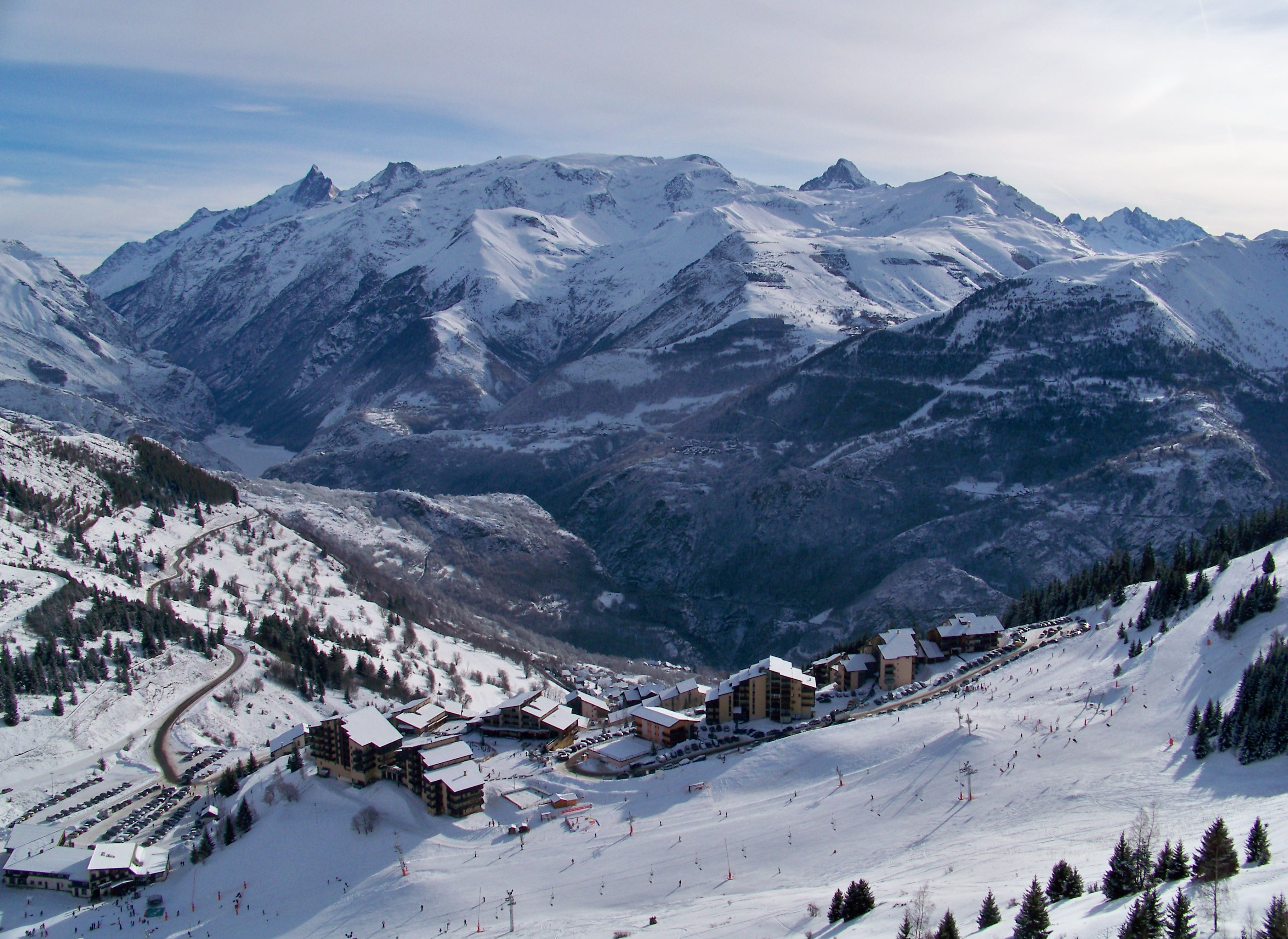
La station d'Auris-en-Oisans depuis le télésiège des Sures.

L'environnement naturel de la commune favorise la pratique de sports de pleine nature, différents selon les saisons : randonnée pédestre, VTT, ski alpin, etc.
La station de ski d'Auris-en-Oisans, qui se situe sur la commune, s'échelonne de 1 600 m à 3 330 m. Elle est reliée au grand domaine de ski de l'Alpe d'Huez.

## Culture locale et patrimoine

### Lieux et monuments
L'architecture vernaculaire d'Auris est typique de la région. Sur le territoire, existe aussi un pont romain.

#### Patrimoine religieux
- Église Saint-Julien (dont la partie la plus ancienne date du XIIe siècle).
- Chapelle des Anges (XVIIe siècle).
- Chapelle Saint-Géraud (1497).

### Patrimoine culturel
Auris comporte un musée rural.

## Pour approfondir